# Непал на Летњим олимпијским играма 2008.
Непалу је то било једанаесто учешће на Летњим олимпијским играма. На Олимпијским играма 2008. у Пекингу делегацију Непала представљало је осморо спортиста (4 мушкарца и 4 жене), који су се такмичили у осам дисциплина у шест спортова.
Пливачица Karishma Karki са својих 15 година и 29 дана била је намлађа такмичарка од када се Непал такмичи на олимпијским играма до данас.
На свечаном отварању заставу Непала носио је такмичар у теквонду Deepak Bista.
Непалски олимпијски тим је остао у групи екипа које нису освајале медаље на Летњим олимпијским играма.

## Учесници по спортовима
| Спорт         | Мушкарци | Жене | Укупно |
| ------------- | -------- | ---- | ------ |
| Атлетика      | 1        | 1    | 2      |
| Дизање тегова | 1        | 0    | 1      |
| Пливање       | 1        | 1    | 2      |
| Стрељаштво    | 0        | 1    | 1      |
| Теквондо      | 1        | 0    | 1      |
| Џудо          | 0        | 1    | 1      |
| Укупно(6)     | 4        | 4    | 8      |

## Резултати по спортовима

### Атлетика
Мушкарци
| Атлетичар Лични рекорд      | Дисциплина | Група    | Група | Четвртфинале | Четвртфинале | Полуфинале | Полуфинале | Финале     | Финале       | Детаљи |
| Атлетичар Лични рекорд      | Дисциплина | Резултат | Место | Резултат     | Место        | Резултат   | Место      | Резултат   | Место        | Детаљи |
| --------------------------- | ---------- | -------- | ----- | ------------ | ------------ | ---------- | ---------- | ---------- | ------------ | ------ |
| Arjun Kumar Basnet, 2:23:55 | Маратон    |          |       |              |              |            |            | 2:23:09 ЛР | 45 / 76 (98) |        |

Жене
| Атлетичарка Лични рекорд | Дисциплина | Група    | Група    | Четвртфинале      | Четвртфинале      | Полуфинале        | Полуфинале        | Финале            | Финале  | Детаљи |
| Атлетичарка Лични рекорд | Дисциплина | Резултат | Место    | Резултат          | Место             | Резултат          | Место             | Резултат          | Место   | Детаљи |
| ------------------------ | ---------- | -------- | -------- | ----------------- | ----------------- | ----------------- | ----------------- | ----------------- | ------- | ------ |
| Chandra Thapa, 13,02     | 100 м      | 13,15    | 9 гр. 10 | Није се пласирала | Није се пласирала | Није се пласирала | Није се пласирала | Није се пласирала | 72 / 85 |        |

### Дизање тегова
Мушкарци
| Такмичар       | Дисциплина | Трзај    | Трзај   | Избачај  | Избачај | Укупно | Пласман      | Детаљи |
| Такмичар       | Дисциплина | Резултат | Пласман | Резултат | Пласман | Укупно | Пласман      | Детаљи |
| -------------- | ---------- | -------- | ------- | -------- | ------- | ------ | ------------ | ------ |
| Kamal Adhikari | -69 кг     | 114      | 27      | 154      | 22      | 268    | 22 / 26 (30) |        |

### Пливање
Мушкарци
| Пливач           | Дисциплина    | Група | Група   | Полуфинале       | Полуфинале       | Финале           | Финале           | Детаљи |
| Пливач           | Дисциплина    | Време | Пласман | Време            | Пласман          | Време            | Пласман          | Детаљи |
| ---------------- | ------------- | ----- | ------- | ---------------- | ---------------- | ---------------- | ---------------- | ------ |
| Прасида Јунг Шах | 50 м слободно | 27,59 | 81 /97  | Није се пласирао | Није се пласирао | Није се пласирао | Није се пласирао |        |

Жене
| Пливач         | Дисциплина    | Група | Група          | Полуфинале        | Полуфинале        | Финале            | Финале            | Детаљи |
| Пливач         | Дисциплина    | Време | Пласман        | Време             | Пласман           | Време             | Пласман           | Детаљи |
| -------------- | ------------- | ----- | -------------- | ----------------- | ----------------- | ----------------- | ----------------- | ------ |
| Karishma Karki | 50 м слободно | 32,35 | 81 / 90 (92)92 | Није се пласирала | Није се пласирала | Није се пласирала | Није се пласирала |        |

### Стрељаштво
Жене
| Стрелац                  | Дисциплина          | Квалификација | Квалификација | Финале           | Финале           | Плаасман | Детаљи |
| Стрелац                  | Дисциплина          | Резултат      | Пласман       | Резултат         | Укупно           | Плаасман | Детаљи |
| ------------------------ | ------------------- | ------------- | ------------- | ---------------- | ---------------- | -------- | ------ |
| [[Phool Maya Kyapchhaki] | Ваздушна пушка 10 м | 380           | 46            | Није се пласирао | Није се пласирао | 46 / 47  |        |

### Теквондо
Мушкарци
| Такмичар     | Дисциплина | Група 16                   | Четвртфинале        | Полуфинале          | Репесаж за полуфинале | Меч за бронзу       | Финале            | Место             | Детаљи                                      |
| Такмичар     | Дисциплина | Противница Резултат        | Противница Резултат | Противница Резултат | Противница Резултат   | Противница Резултат | Прот. Рез.        | Место             | Детаљи                                      |
| ------------ | ---------- | -------------------------- | ------------------- | ------------------- | --------------------- | ------------------- | ----------------- | ----------------- | ------------------------------------------- |
| Deepak Bista | до 80 кг   | Hadi Saei (IRI) · Пор. 0:7 | Није се пласирала   | Није се пласирала   | Није се пласирала     | Није се пласирала   | Није се пласирала | Није се пласирала | Архивирано на веб-сајту (6. септембар 2008) |

### Џудо
Жене
| Такмичарка | Дисц.  | Квал.              | коло 32                              | коло 16            | Четвртфинале       | Полуфинале         | 1. коло репасажа   | Четвртфин. репасажа | Полуфин. репасажа  | Финале             | Бел. |
| Такмичарка | Дисц.  | Противник Резултат | Противник Резултат                   | Противник Резултат | Противник Резултат | Противник Резултат | Противник Резултат | Противник Резултат  | Противник Резултат | Противник Резултат | Бел. |
| ---------- | ------ | ------------------ | ------------------------------------ | ------------------ | ------------------ | ------------------ | ------------------ | ------------------- | ------------------ | ------------------ | ---- |
| Деву Тапа  | -63 кг | Слободна           | Wang Chin-Fang (TPE) · Пор 0000-1000 | Није се пласирала  | Није се пласирала  | Није се пласирала  | Није се пласирала  | Није се пласирала   | Није се пласирала  | Није се пласирала  |      |